# Mario Javier Saban
Mario Javier Saban (Buenos Aires, 1966), teòleg argentí d'origen sefardita. La família de Saban és descendent de jueus espanyols refugiats a l'Imperi Otomà el 1492. L'any 1987 va començar les seves investigacions històriques sobre els orígens jueus de les famílies tradicionals argentines, publicant la seva primera obra, Jueus Conversos (1990), que va arribar al grau de best-seller.
L'any 1991 va publicar el seu segon llibre Els Hebreus nostres Germans Majors o Jueus Conversos II, que és la continuació de la seva primera obra. El 1992 va sortir a la llum Els Marrano i l'economia en el Rio de la Plata o Jueus Conversos III. El 1993, Mil preguntes i respostes sobre el judaisme espanyol i portuguès. Entre 1996 i 2000 es va exercir com a professor-ajudant d'Història del Dret Argentí a la Universitat de Buenos Aires, i el 1994 va publicar la seva cinquena obra, Les arrels jueves del cristianisme.
L'any 2002 es va instal·lar a Espanya, on ulteriorment publicà El judaisme de Sant Pau (2003) i El dissabte hebreu al Cristianisme (2004). En aquests últims llibres va realitzar una profunda investigació sobre la separació del cristianisme del món jueu entre els segles I i II.
En aquests anys és designat secretari de l'Entesa judeocristiana de Catalunya i després professor de "Interpretació Mística de la Torà" en l'Ordre de Càbala del Sender Interior (OCSI). L'any 2005 va publicar la seva vuitena obra, que constitueix una filosofia de la història jueva, titulada La Matriu Intel·lectual del judaisme i la Gènesi d'Europa. L'any 2006 la Fundació de la Universitat de Lleida va crear sota la seva direcció el curs de Pensament hebreu, i l'octubre del mateix any va ser designat vicepresident de l'organització Tarbut d'amics de la cultura hebrea de Lleida.
El juny 2007 va fundar l'organització Tarbut Sefarad, de la qual és president. L'agost de 2007 va publicar La cronologia del pensament jueu. El gener de 2008 va ser elegit professor i director de la càtedra "David Melul" per a la difusió del judaisme a Espanya. El març de 2008 es va doctorar en filosofia per la Universitat Complutense de Madrid.
El juny de 2008 va publicar el seu desè llibre, fruit de la seva tesi doctoral, titulat Rambam: El Genio de Maimònides, basat en el seu estudi de la Guia dels perplexos i les controvèrsies internes del judaisme. El setembre de 2008 va publicar El judaisme de Jesús, extens treball dedicat al pensament de Jesús i la seva relació amb el judaisme.